# Pic de Besalí
Pic de Besalí – szczyt górski w Pirenejach Wschodnich. Administracyjnie położony jest w Andorze, w parafii Ordino. Wznosi się na wysokość 2639 m n.p.m.
Na północny zachód od Pic de Besalí usytuowany jest szczyt Pic de Fangasses (2682 m n.p.m.), natomiast na północ położony jest Pic de Font Blanca (2903 m n.p.m.). W pobliżu szczytu swoje źródła ma potok Riu del Comís Vell.